# Parada de Kristo
Kristo es una estación de la Línea de Abetxuko - Unibertsitatea en el Tranvía de Vitoria, ofrecido por Euskotren Tranbia. Fue inaugurada el 7 de septiembre de 2012 junto a la actual parada de Abetxuko. Se encuentra ubicada en el barrio de Abetxuko, concretamente en la calle El Cristo.
La parada cuenta con un andén lateral único (siendo la única parada de la red en contar con esta característica) en el que el tranvía para en un mismo lateral tanto a la subida como a la bajada, debido a que se encuentra en el tramo de vía única que discurre el final de la calle Presa y casi la totalidad del trazado por Cristo; además se cuenta con 3 canceladoras de tarjetas, una máquina dispensadora de billetes y cargadora de tarjetas, y el sistema Minutran (torrecilla ubicada en la parte superior de la marquesina) y Sitran (pantalla de la marquesina, ubicada en uno de los laterales de la máquina) que indican el tiempo que falta para la llegada del tranvía.
Algunos de los habitantes llaman a esta parada la Parada de la Vito por ubicarse al lado de una cadena de panaderías famosa en Vitoria.
Da servicio al Barrio de Abetxuko en su zona sureste.

## Ubicación y accesos
Kristo Calle El Cristo junto a la Calle El Calce.
Los accesos se pueden realizar de las siguientes calles:
- Calle Cristo con Azeduia y calle el Cristo con El Calce (acceso directo al andén).
- Calle el Cristo (desde el final de las calles Presa y Ribera).
- Calle el Cristo (desde calle Uribegela).

## Líneas
| Procedencia/Destino | <        | Línea | >         | Procedencia/Destino |
| ------------------- | -------- | ----- | --------- | ------------------- |
| Abetxuko            | Abetxuko | TVG   | Kañabenta | Unibertsitatea      |

## Otros datos
- Es la única parada del Tranvía de Vitoria que cuenta con vía única.